# Podoparalecanium luzonicum
Podoparalecanium luzonicum är en insektsart som först beskrevs av Cockerell 1914.  Podoparalecanium luzonicum ingår i släktet Podoparalecanium och familjen skålsköldlöss.
Artens utbredningsområde är Filippinerna. Inga underarter finns listade i Catalogue of Life.